# Municipalidad Distrital de Veintiséis de Octubre
La Municipalidad Distrital de Veintiséis de Octubre, abreviada MDVO, es un órgano de gobierno local peruano con personaría jurídica encargado de la gestión y administración pública del distrito de Veintiséis de Octubre en Piura, Perú.
Está presidido por el correspondiente alcalde, actualmente Víctor Hugo Febre, del partido político Contigo Región. De acuerdo a la Ley Orgánica de Municipalidades de Perú tiene autonomía jurídica.

## Sede
Tiene su sede principal en el edificio municipal situado en prolongación Av. Grau Mz. C Lote. 19, frente a la Videnita de la Federación Peruana de Fútbol.

## Organización
La MDVO está dirigida por su alcalde secundado por once regidores. La composición actual del pleno consejal es:
| Nombre                  | Cargo      |
| ----------------------- | ---------- |
| Víctor Hugo Febre       | Alcalde    |
| José Madrid Álamo       | Regidor(a) |
| Patricia Niño Febres    | Regidor(a) |
| Óscar Deza Viera        | Regidor(a) |
| Elmida Jiménez Mauricio | Regidor(a) |
| Iván Timoteo Criollo    | Regidor(a) |
| Yanua Kujikat Taki      | Regidor(a) |
| Porfirio Girón Ogoña    | Regidor(a) |
| Segundo Arévalo Zegarra | Regidor(a) |
| Karina La Chira Julián  | Regidor(a) |
| Percy Yanayaco Chinchay | Regidor(a) |
| Víctor Antón Antón      | Regidor(a) |